# Pál Domonkos
Pál Antal Domonkos (Budapest, 9 de febrero de 1907-Budapest, 21 de mayo de 1964) fue un deportista húngaro que compitió en remo. Ganó dos medallas en el Campeonato Europeo de Remo, bronce en 1931 y oro en 1935.

## Palmarés internacional
| Campeonato Europeo | Campeonato Europeo | Campeonato Europeo | Campeonato Europeo |
| Año                | Lugar              | Medalla            | Prueba             |
| ------------------ | ------------------ | ------------------ | ------------------ |
| 1931               | París (Francia)    | Medalla de bronce  | Ocho con timonel   |
| 1935               | Berlín (Alemania)  | Medalla de oro     | Ocho con timonel   |